# حباب باد ستاره‌ای
حباب‌های باد ستاره ای (به انگلیسی: Stellar wind bubble) حباب‌های ویژه‌ای در محیط میان ستاره ای هستند. بادهای شدید ستاره ای که سرعتی در حد چند هزار کیلومتر بر ثانیه دارند، دماهای بسیار زیاد، و ستارگانی با سرعت‌های بالا، عوامل ایجادکنندهٔ این گونه حباب‌ها می‌باشند.

## نگاهی کلی
کهکشان‌های مارپیچی، حداقل آن طور که از دور به نظر می‌رسند، قرصی صاف و هموارند. از ظاهرشان چنین بر می‌آید که قرصی برافزایشی مملو از ستاره، گاز، و گرد و غبار دارند که به آرامی در حال گردش است. در اولین نگاه چنین به نظر می‌رسد که محیط میان‌ستاره‌ای، دنیایی است نه چندان پراهمیت که ذرات، به صورتی کاملاً کم پشت در آن وجود دارند و هیچ ارتباط آشکاری میان این فضا و طرح کلی کهکشانها وجود ندارد.

## نگاه دقیق و ساختارهای غیرعادی
ولی با نگاهی از نزدیک به محیط میان ستاره ای، حقایق بیشتری آشکار می‌شوند. مثلاً در کهکشان راه شیری، اخترشناسان فعالیت‌های خارق العاده‌ای را در محیط میان ستاره‌ای مشاهده می‌کنند. بادهای ستاره‌ای شدید، دماهای بسیار بالا، و ستارگانی با سرعت زیاد، موجب می‌شوند که حباب، لایه و کمانه‌هایی شوکی در فضای میان ستاره‌ای تشکیل شوند. این ساختارهای غیرعادی اطلاعات زیادی در مورد رفتار ستارگان به دست می‌دهند و به خاطر این که بادهای ستاره‌ای که در دوره‌های بسیار طولانی اثر می گذارند، تعداد زیادی از این حباب‌ها را تولید می‌کنند، سرنخی به دست می‌آید که ستارگان چگونه در طیّ هزاران سال بخشی از جرم خود را از دست می‌دهند.

## ستارگان O و B و ستارگان ولف-رایه
کهکشان راه شیری آکنده از حباب‌هایی است که در هر جایی که ستارگان بسیار داغ وجود دارند، یافت می‌شوند. ستارگان بسیار داغ با بادهای میان ستاره ای نیرومند و به واسطهٔ اثرات تابش شدید با محیط میان ستاره‌ای برهمکنش می‌کنند. بنابراین دانشمندان، تحقیقاتشان را بر دو نوع از ستارگان پرانرژی و داغ به نام‌های ستارگان نوع O و ستارگان ولف-رایه متمرکز کرده‌اند. هر دوی این انواع ستارگانی غیرعادی هستند. گروهی از ستارگان نوع B موسوم به ستارگان بی وی هم این حباب‌ها را تولید می‌کنند.

### ستارگان نوع O
ستارگان نوع O ستارگانی معمولی با جرمی بیش از ۱۵ جرم خورشیدی هستند. در این ستارگان نرخ تبدیل شدن هیدروژن به هلیم بالاست، در نتیجه، این ستارگان بسیار داغند و دمای سطحشان به بیش از ۳۰٬۰۰۰ درجهٔ کلوین می‌رسد. این ستارگان بادهایی تولید می‌کنند که در هر ثانیه تا ۱۰۰٬۰۰۰٬۰۰۰ تن ماده را بیش از ۳٬۵۰۰ کیلومتر حمل می‌کنند. نیروی این بادها آن قدر زیاد است که به محیط گاز و غبار پیرامون تا فواصلی به اندازهٔ چند سال نوری فشار وارد می‌کنند. هر چه محیط اطراف این ستارگان چگال تر باشد، حباب ی که ایجاد می‌شود نیز بارز تر است.

#### چند مثال
حباب سحابی ان جی سی ۷۶۳۵ در صورت فلکی ذات الکرسی توسط یک ستارهٔ O به وجود آمده‌است. چون این ستاره در یک محیط چگال قرار دارد، فشار خارجی وارد بر حباب زیاد است و حباب را کوچک نگه می‌دارد.

### ستارگان ولف-رایه
برخی از ستارگان، مانند ستارگان ولف-رایه حتی بادهای نیرومندتری تولید می‌کنند. این بادها مواد کم چگال میان ستاره‌ای را با فشار به صورت پوسته و حتی بیشتر از ستارگان نوع O، به صورت حباب در می‌آورند.
حباب‌هایی که این ستارگان تولید می‌کنند، بزرگ‌ترین حباب‌های باد ستاره‌ای هستند. سحابی هلالی (ان جی سی ۶۸۸۸) در صورت فلکی ماکیان که به وسیلهٔ یک ستارهٔ ولف-رایه به نام دابلیوآر ۱۳۶ تشکیل شده، یکی از درخشان‌ترین حباب‌های آسمان است.

### ستارگان نوع B
گروهی از ستارگان نوع B که ستارگان بی وی نام دارند هم با بادهای ستاره‌ای شدیدی که تولید می‌کنند، موجب تشکیل این حباب‌ها می‌شوند.

## چگونگی تشکیل
چگونگی تشکیل حباب در کهکشان‌ها کاملاً ساده است؛ مثلاً یک ستارهٔ O در بخشی از یک کهکشان که گاز و غبار چگال دارد، متولد شده‌است. نخست، باد ستاره‌ای به سوی خارج حرکت می‌کند و محیط اطراف را به صورت پوسته‌ای نازک جاروب می‌کند. پس از حدود هزار سال، گاز میان ستاره‌ای انباشته شده در بخش بیرونی پوسته، در برابر گسترش پوسته مقاومت می‌کند. در این مرحله، باد سریع ستاره از پوسته سبقت می‌گیرد و باعث ایجاد موج شوکی، شبیه به شکستن دیوار صوتی، می‌شود. هر چه گاز بیشتری جاروب می‌شود، انبساط پوسته کم می‌شود و مواد پوسته با گازهای محیط بر آن یکی می‌شود. در این زمان ممکن است بزرگی حباب به ۳۰۰ سال نوری برسد.